# Vlastislav
Vlastislav är en ort i Tjeckien.   Den ligger i regionen Ústí nad Labem, i den nordvästra delen av landet, 60 km nordväst om huvudstaden Prag. Vlastislav ligger 288 meter över havet och antalet invånare är 147.
Terrängen runt Vlastislav är kuperad norrut, men söderut är den platt.Runt Vlastislav är det ganska tätbefolkat, med 56 invånare per kvadratkilometer. Närmaste större samhälle är Ústí nad Labem, 19,0 km norr om Vlastislav. Trakten runt Vlastislav består till största delen av jordbruksmark.